# Djayel
Djayel (auch: Diayel, Djahel, Dyayel) ist ein Dorf in der Landgemeinde Torodi in Niger.

## Geographie
Das von einem traditionellen Ortsvorsteher (chef traditionnel) geleitete Dorf befindet sich rund zehn Kilometer nordwestlich des urbanen Zentrums von Torodi, des Hauptorts der gleichnamigen Landgemeinde und des gleichnamigen Departements Torodi, das zur Region Tillabéri gehört. Zu den Siedlungen in der näheren Umgebung von Djayel zählen Djoga und Magou im Südosten.
Djayel ist Teil der Übergangszone zwischen Sahel und Sudan. Die durchschnittliche jährliche Niederschlagsmenge beträgt hier zwischen 500 und 600 mm.

## Geschichte
Die Region Tillabéri und insbesondere das Departement Torodi waren ab 2019 verstärkt der Gefährdung durch nichtstaatliche bewaffnete Gruppen ausgesetzt. Diese äußerte sich in Angriffen, Morden, Entführungen, Plünderungen und Einschüchterungen. Djayel gehörte zu den Dörfern, aus denen deswegen bereits Anfang 2021 Menschen flüchteten. Im Mai 2021 flohen geschätzt 560 Personen aus 80 Haushalten aus Djayel, Allaréni, Bomanga, Boni, Tangounga, Tchambouli, Tchangati und Tombolé Pabalouri vor der Gewalt in den Gemeindehauptort Makalondi. Dort kamen sie bei Gastfamilien oder in selbst errichteten Hütten am Ortsrand unter.

## Bevölkerung
Bei der Volkszählung 2012 hatte Djayel 112 Einwohner, die in 16 Haushalten lebten. Bei der Volkszählung 2001 betrug die Einwohnerzahl 274 in 29 Haushalten und bei der Volkszählung 1988 belief sich die Einwohnerzahl auf 1088 in 118 Haushalten.

## Wirtschaft und Infrastruktur
Es gibt eine Schule im Dorf.